# Anaclinusa lopesi
Anaclinusa lopesi är en tvåvingeart som beskrevs av Borgmeier 1969. Anaclinusa lopesi ingår i släktet Anaclinusa och familjen puckelflugor. Inga underarter finns listade i Catalogue of Life.